# حكومة إميل إده
حكومة إميل إده هي الحكومة السادسة في عهد الانتداب الفرنسي على لبنان وعهد رئيس الجمهورية شارل دباس، وقد تولّى رئاسة المجلس إميل إده. تشكّلت في 12 أكتوبر 1929، وألقي البيان الوزاري في 22 نوفمبر 1929 أمام مجلس النواب ونالت الثقة بأكثرية 30 صوتًا ضد 8، كما نالت صلاحيات إستثنائية لإصدار مراسيم إشتراعية لمواجهة الأزمة الاقتصادية. استمرت الحكومة حتى 20 مارس 1930 عند استقالة رئيسها، بعد حجب مجلس النواب الثقة عنها.

## التشكيلة
| حكومة إميل إده               |               |                  |                 |           |
| الحقيبة                      | الوزير        | الإنتماء السياسي | الطائفة         | المحافظة  |
| رئيس مجلس الوزراء            | إميل إده      | مستقل            | الموارنة        | جبل لبنان |
| وزير الداخلية                | إميل إده      | مستقل            | الموارنة        | جبل لبنان |
| وزير الصحة والإسعاف العام    | إميل إده      | مستقل            | الموارنة        | جبل لبنان |
| وزير العدلية                 | نجيب أبو صوان | مستقل            | الروم الكاثوليك | بيروت     |
| وزير المعارف العامة          | نجيب أبو صوان | مستقل            | الروم الكاثوليك | بيروت     |
| وزير المالية                 | موسى نمور     | مستقل            | الموارنة        | البقاع    |
| وكيل وزارة للشؤون الإقتصادية | جبرائيل منسى  | مستقل            | الروم الكاثوليك | بيروت     |
| وزير الأشغال العامة          | حسين الأحدب   | مستقل            | السنة           | الشمال    |
| وزير الزراعة                 | أحمد الحسيني  | مستقل            | الشيعة          | الجنوب    |